# Jeanne Rij-Rousseau

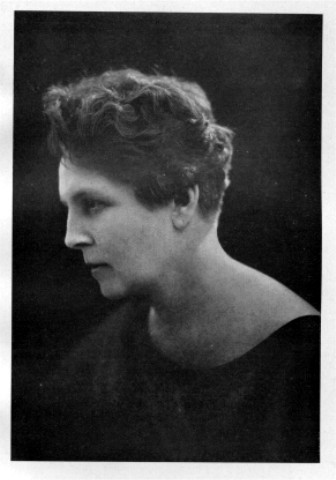
Jeanne Rij-Rousseau 1929

Jeanne Rij-Rousseau (* 10. Juni 1870 in Candé; † 22. Oktober 1956 in Savigny-sur-Braye) war eine französische Malerin, Künstlerin des Kubismus und Kunsttheoretikerin.

## Leben und Werk
Jeanne Rij-Rousseau wird 1870 als Jeanne Caffier in Candé (Département Maine-et-Loire) Frankreich geboren. Sie stammt aus einer kinderreichen Familie, die sie schon mit 15 Jahren verlässt, um in Paris ihr Glück zu suchen. Über eine Tante findet sie dort eine Stelle als Gehilfin in einem Modeatelier. 1894 lernt sie einen vermögenden älteren Weinhändler kennen, Jean Auguste Rousseau, der sie dazu bringt, von der Näherei zur Malerei zu wechseln. Sie heiratet ihn im Jahre 1900.
Zunächst stellt sie ihre Werke unter dem Namen Jeanne Rousseau aus oder auch Jeanne Rousseau-Caffier. Nach dem Tode ihres Mannes legt sie sich den Künstlernamen Jeanne Rij-Rousseau zu und behält ihn bis zum Ende ihres Schaffens bei, obwohl sie durch ihre zweite Heirat mit Loiseau zu Jeanne Loiseau geworden ist.

### Wegbereiterin einer neuen Malerei
Schon zu Beginn ihrer Malerei versucht sie sich in der Kunst, mit großen farbigen Flächen zu malen – eine der Künstlergruppe Nabis verwandte Technik – und bevorzugt Farben, die den Geist anregen: das Gelbe vom orangefarbenen Cadmium und das Kobaltblau in Berührung mit einem intensiven Rot. Als um 1907 der Kubismus aufkommt, will sie sich diesem Trend nicht einfach nur anschließen, sondern etwas Eigenes kreieren. Sie fängt an, ihre Gemälde und Zeichnungen mit Dreiecken zu füllen und steigert dieses System, indem sie häufig das ganze Bild in Dreiecke aufteilt oder mit diagonalen Linien durchkreuzt, mit starker Dominanz von reinen hellen und dunklen, sehr intensiven, glänzenden Farben. So entstehen ihre abstrakten Kompositionen, ihre Landschaften und Stillleben: durch die Technik der Triangulation (Dreiecksbildung).
Es lässt sich nicht bestreiten, dass sie als Wegbereiterin einer neuen Malerei betrachtet werden muss. Mit einer klaren und unversehrten Vision, die sie auf brutale Art zur Schau stellt, mit der Zerlegung ihrer Bilder durch Dreiecke, überwindet Rij-Rousseau spielend und mit einer unglaublichen Leichtigkeit die damals geltenden Konventionen der Malerei. Blickt man zurück, muss man ihr Werk neu einordnen. Für die klassische Moderne erscheint sie wie ein unerlässliches Glied in einer Kette.

### Montmartre
Zahlreich sind diejenigen, die sich von ihr inspirieren lassen. Rij-Rousseau ist z. B. mit Juan Gris (1887–1927) befreundet. Sie lernt ihn im Bateau-Lavoir in Montmartre kennen und beeinflusst ihn besonders in den Jahren 1906–1907. Nach Meinung von Guillaume Apollinaire ist es umgekehrt, es sei Rij-Rousseau, die den Spuren von Juan Gris folge. Zweifellos haben sich beide Künstler gegenseitig beeinflusst. Sie treffen sich nicht nur in Paris, sondern immer wieder auch in Céret, Südfrankreich, dem „Mekka des Kubismus“, im Grand Café oder beim spanischen Bildhauer und Maler Manolo (1872–1945). Zusammen mit Manolo, dem Freund von Georges Braque (1855–1911) und Pablo Picasso (1881–1973), hat sie 1910 eine kleine Ausstellung in einem Café von Montrouge. 1912 besucht sie ihn zum ersten Mal in Céret. Auch zu anderen Künstlern des Bateau-Lavoir in Montmartre pflegt sie einen regen Kontakt.
Die Zersetzung und die Interpretation des Objekts unter dem Blickwinkel der Triangulation beeindruckt nach Ansicht von Zeiger-Viallet besonders den Maler Jacques Villon  (1875–1963), der sich stark von dieser Technik inspirieren lässt.
Rij-Rousseau studiert bei Maurice Denis (1870–1943) und Paul Sérusier (1863–1927). Für ihn steht sie auch Modell in Paris und in Pont-Aven in der Bretagne. Mit Maurice Denis trifft sie sich zum Malen in Feucherolles und Saint Germain-en-Laye. Alle drei Künstler gehören zur Académie Ranson (Paul Ranson 1864–1909), deren Räume sich ab 1911 in ihrer unmittelbaren Nachbarschaft befinden: Rue Joseph-Bara, Nr. 7. Als Mitglied der Académie Ranson reist Rij-Rousseau zum Beispiel im Jahre 1911 nach Mailand.
Große Achtung hegt die Künstlerin für den Maler Marc Mouclier (1865–1948); einen bedeutenden Impressionisten, der viel zur Entstehung der Nabis beigetragen hat. Im Salon des Indépendants verkehrt sie mit Paul Signac (1863–1935), doch ihr Verhältnis bleibt eher distanziert.
In ihrer Malerei zeigt Rij-Rousseau eine stürmische Sensibilität. Große Gefühle, starke Kontraste, grelle Farben sind ihr eine absolute Notwendigkeit, um ihre eigene Poesie auszudrücken. Ihr Prinzip der Dreiecksbildung (Triangulation) ist eine Symphonie der Linien, wo Schärfe und Freiheit der Striche sich auf der Leinwand gegenseitig ergänzen. Durch ihre Fülle und ihre Ausdrucksleidenschaft erreicht sie einen konvergierenden Punkt, wo die Zeichenkunst die Malerei völlig beherrscht und alle anderen Maltechniken dominiert.
Obwohl sie zur Avantgarde gehört, verliert sie nie ganz die Beschäftigung mit dem Gegenständlichen, was sie daran hindert, systematisch zum Absurden zu gelangen. Ihre Ausdrucksfreiheit bleibt stets an der äußersten Grenze des abgeleiteten Gegenständlichen, der scheinbaren Wirklichkeit. Rij-Rousseau ist in den Augen von Zeiger-Viallet keine Theoretikerin. Sie male urtümlich und mit großer Natürlichkeit. Sie folge eher ihrem Instinkt als dem Kalkül: „sie machte Dreiecke, um nicht – wie andere – Kuben zu machen“.
Ganz anders sieht das Guy Pogu, der Rij-Rousseau als Wegbereiterin des synthetischen Kubismus feiert. Er spricht von einer Theorie des Vibrismus, die sie entwickelt habe und die ihren Gemälden zugrunde läge.  Ähnlich sehen das auch Raymond Charmet   und Jean Sutter. Sutter meint, sie habe mit den Theoretikern von Pont-Aven, Paul Sérusier und Maurice Denis, gelebt und diskutiert, sie habe den Vibrismus gegründet und an der Schaffung des Kubismus mitgearbeitet. Aus all diesen Diskussionen und Versuchen sei ein originelles Werk entstanden, das man als „experimentell“ bezeichnen könne und das die Techniker der Malerei und ihre Liebhaber zum Nachdenken bringen werde.

### Montparnasse
Bereits ihre erste Ehe mit dem Weinhändler Jean Auguste Rousseau (1852–1916) ermöglicht ihr ein unbeschwertes Leben als Frau in der Kunst, sodass sie sich ohne finanzielle Sorgen ganz ihren Wünschen und Neigungen hingeben kann. Dazu zählen auch immer wieder Reisen in den Süden Frankreichs zu anderen Künstlern, oder ins Ausland, zum Beispiel nach Italien oder in die Schweiz.
Schon bald nach dem Tode ihres ersten Ehemannes lernt sie ihren zweiten kennen:
Raoul Loiseau, geschieden, geboren 1859 in Abbeville (Somme), wohnhaft in Montigny-sur-Loing; ein angesehener Rechtsanwalt und ehemaliger Generalsekretär des Ministerpräsidenten Pierre Waldeck-Rousseau, der auch sein Cousin ist. Maître Loiseau bringt ihr wieder einmal Wohlstand und Bewunderung für ihre Malerei; und er verschafft ihr Eingang in die gehobene Pariser Gesellschaft.
1922 heiraten sie, und Maître Loiseau führt seine Frau in die angesehensten Restaurants des Boulevard Montparnasse „Chez Joelle“ oder „Clos Cécile“.
Damit seine Frau ihre kostbare Zeit nicht mit dem Kochen verbringen muss, isst das Paar mittags und abends im Restaurant. Maître Loiseau ist ausgesprochen großzügig. Er ermöglicht Rij-Rousseau einen vornehmen Lebensstil, den diese durchaus zur Schau stellt, auch durch ihre exklusive Kleidung, wodurch sie allerdings den Neid anderer Malerinnen im Viertel Montparnasse hervorruft.
Rij-Rousseau besitzt die Freiheit, sich voll und ganz ihrer Malerei widmen zu können, ohne von ihr leben zu müssen. Sie hat ihr Atelier bis Mitte der Dreißigerjahre in der Rue Notre-Dame-des-Champs, Nr. 86, im sechsten Arrondissement. Es befindet sich im zweiten Stock direkt über dem von Fernand Léger (1881–1955), und ihre Wohnung ist im vierten Stock. Im selben Haus hat auch Marcel Lenoir (Jules Oury) (1872–1931) sein Atelier, welches zuvor einmal den berühmten Maler James Whistler (1834–1903) beherbergte. Zu ihrem Freundeskreis gehört u. a. auch der russische Künstler Albert Weinbaum (Winebaum, Vaynboym) (1890–1943 ermordet in Auschwitz).
Rij-Rousseau ist vom Dämon der Malerei besessen, konzipiert ihre Bilder immer wieder neu, und steht sogar nachts wieder auf, um an einem Gemälde weiter zu arbeiten. Alles muss daran glauben: ihre Möbel, ihr Geschirr, ihre Heizkörper sind bemalt, total bunt, bis zu den Türen ihrer Wohnung, alles verwandelt, als wäre es ein Kaleidoskop. Nebenan in der Rue Joseph Bara Nr. 7 arbeiten Sérusier (1862–1927), Felix Vallotton (1875–1925) und Edouard Vuillard (1868–1940) in der Académie Ranson. Gegenüber wohnt Edmond-Henri Zeiger-Viallet (1895–1994), der Rij-Rousseau fast 30 Jahre in ihrer Malerei begleitet und eine Biografie über sie geschrieben hat.
Er beschreibt sie als eine „starke Frau, von kleiner Statur, mit löwenartigem Profil, dichtem rotblonden Haar, frisiert a la Paderewski, und mit einer Habichtsnase. Sie hat feine Gesichtszüge, eine zarte, aber vibrierende Stimme, helle, graue, kalte Augen. Immer mit besonderer Eleganz gekleidet, zeigt Rij-Rousseau eine vornehme, ganz persönliche Haltung.“ (Edmond-Henri Zeiger-Viallet (1895–1994): Rij-Rousseau. Artiste peintre novateur. In: Sisteron-Journal, 75me Année N° 1504, 1. März 1975, S. 1)
War Rij-Rousseau vor 1910 die Muse von zahlreichen Künstlern in Montmartre, so wird sie in den zwanziger Jahren eine angesehene Bürgerin des Montparnasse und ein wichtiger Teil der Pariser Kunstszene, die sich in den vornehmen Lokalen des Montparnasse trifft: La Rotonde, Le Dôme, La Coupole, wo sie zur Eröffnung 1927, wie viele andere Künstler auch, einen Pfeiler bemalen darf.

### Die zwanziger Jahre

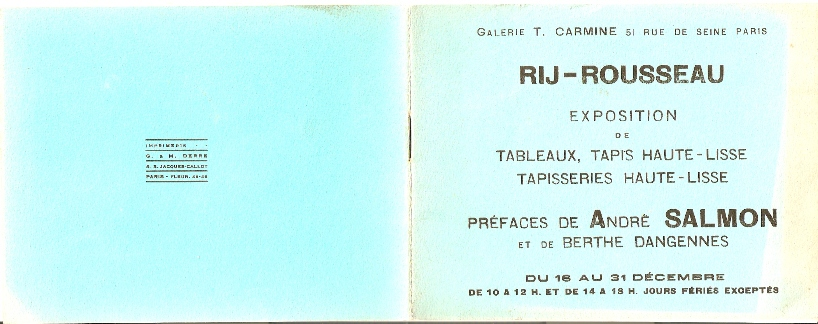
Umschlag des Ausstellungsbeihefts in der Galerie Carmine 1924: Rij Rousseau. Exposition de tableaux, tapis haute-lisse, tapisseries haute-lisse.

Zu einem Skandal, der sogar in der amerikanischen Presse Beachtung findet, kommt es im Sommer 1924. Der Präsident des Salon des Tuileries, Albert Besnard, weigert sich, ihr Gemälde „Les Courses“ aufhängen zu lassen, obwohl es von der Jury bereits zugelassen worden ist. Es folgen starker Protest in der Presse und eine Solidarisierungswelle ihrer Kollegen.
Großen Erfolg hat ihre Einzelausstellung im selben Jahr in der Galerie Carmine, in der sie 30 Gemälde und sechs ihrer großformatigen Wandteppiche, sowie zahlreiche Zeichnungen und Entwürfe präsentiert.
In der zeitgenössischen französischen Teppichkunst ist Rij-Rousseau die große Erneuerin der Aubusson-Werkstätten (1910–1911). In Anlehnung an einige ihrer großen Gemälde lässt sie dort nach ihren Vorlagen Wandteppiche fertigen. Bereits 1909 gibt sie dort ihr großes Werk „Les Lutteurs“ (Die Kämpfer)  in Auftrag. Auf Einladung der Teppichdesignerin Alice Bailly (1872–1938) bleibt sie einen ganzen Sommer bei ihr in Chexbres-sur-Vevey in der Schweiz und wird unbewusst ihre Epigone. 1925 bekommt Rij-Rousseau die Goldmedaille mit der Präsentation ihres Teppichs „La Ville“ (Die Stadt) bei der ersten Ausstellung der Arts Décoratifs in Paris. Schon vor Jean Lurçat (1892–1966) und François Tabard (1902–1969) hatte sie in der Teppichkunst für Aufsehen gesorgt.
Rij-Rousseau reist von Erfolg zu Erfolg. Ab 1908 stellt sie ihre Werke im Salon des Indépendants, ab 1911 im Salon d’Automne, dessen Mitglied sie auch ist, und ab 1924 im Salon des Tuileries aus. Seit 1920 gehört sie zu den Künstlern der Section d’Or,  und seit 1923 trägt sie mit ihren Holzschnitten zur Illustration des Magazins „Montparnasse“  von Géo-Charles und Marcel Hiver bei. Bereits 1923 läuft in der Vorschau an allen Pariser Kinos ein Film über die Eröffnung des Salon des Indépendants, in dem ihr Werk „Le Lecteur“ (Der Lesende) gezeigt wird.
1925 gründet Rij-Rousseau den „Verein der modernen französischen Malerinnen“ (Groupe des Femmes Peintres Françaises)   und organisiert in den folgenden Jahren Ausstellungen, hauptsächlich in Paris, unter anderem in der Galerie Barbazanges,  aber auch im Ausland, zum Beispiel in Brüssel.
Zu der Gruppe gehören unter anderem Marie Laurencin (1883–1956) ehemalige Lebensgefährtin des Schriftstellers Guillaume Apollinaire (1880–1918); Suzanne Duchamp (1889–1963) Schwester der Maler Jacques, Raymond und Marcel Duchamp und Ehefrau des Schweizer Malers Jean-Joseph Crotti (1878–1958); Marguerite Matisse (1894–1982), Tochter des Malers Henri Matisse (1869–1954); Hermine David (1886–1970), Frau des bulgarischen Malers Jules Pascin (1885–1930); Chériane (1900–1990), Frau des Schriftstellers Léon-Paul Fargue (1876–1947); Fernande Barrey (1893–1960), Frau des japanischen Malers Foujita (1886–1968); Valentine Prax (1897–1981), Frau des russischen Bildhauers Ossip Zadkine (1890–1967); Helene Perdriat (1889–1969), Frau des norwegischen Malers Thorvald Hellesen (1888–1937) und Ghy Lemm (1888–1962); Frau des schwedischen Malers Hans Ekegardh (1881–1962).
Die Liste der teilnehmenden Damen gewährt einen interessanten Einblick in die Pariser Kunstszene der zwanziger Jahre. Fast alle der hier genannten sind wohlsituiert und ohne finanzielle Sorgen. Sie sind nicht nur untereinander vernetzt, sondern verfügen auch über gute Kontakte zu den bekannten Malern, Schriftstellern und Komponisten ihrer Zeit. Irène Lagut, beispielsweise, ist eine Schülerin von Braque und Picasso und u. a. befreundet mit Serge Férat und Hélène d’Oettingen, die wiederum befreundet sind mit Max Jacob, de Chirico und Severini. Irène Lagut unterhält außerdem Beziehungen zu Maurice Raynal, Blaise Cendrars, André Salmon, Fernand Léger, Albert Gleizes und Marc Chagall. Fernande Barrey und ihr Mann Foujita beispielsweise, sind Trauzeugen bei Valentine Prax und Ossip Zadkine und befreundet mit Jeanne Hébuterne und Amedeo Modigliani.
Hermine David hat gute Kontakte zu Braque, Foujita, Gris, Moise Kisling, Jacob, Suzanne Valadon und Maurice de Vlaminck. Zu dem Freundeskreis von Chériane gehören u. a. Maurice Ravel, Paul Valéry, Paul Claudel, Claude Debussy, André Gide und Picasso.
Bedeutsam sind auch die Mäzene im Hintergrund. Hélène Perdriat wird von dem Sammler Pierre Roché  protegiert. Sie und ihr Mann haben auch gute Beziehungen zu dem Mäzen Jacques Doucet. In diesem Zusammenhang spielt außerdem der Pariser Couturier Paul Poiret eine wichtige Rolle, später kommt noch Leo Stein hinzu.
Dass Rij-Rousseau diese „Groupe des Femmes Peintres“ 1925 gründet und ihre Ausstellungen organisiert, macht deutlich, wie stark sie in der Pariser Kunstszene verhaftet ist. Da Rij-Rousseau erheblich älter ist als die übrigen Teilnehmerinnen, kann sie die notwendigen Erfahrungen einbringen. Außerdem wird ihr eine starke Willenskraft nachgesagt, was für diese Aufgabe sicherlich förderlich ist. Bezeichnend für ihren Charakter ist z. B. die Tatsache, dass sie 1942 mit 72 Jahren noch ein Psychologiestudium beginnt und sich um 10 Jahre jünger macht, damit sie aufgenommen wird.
Rij-Rousseau hat private Ausstellungen in Paris, z. B. in der Galerie Montparnasse, Galerie Carmine, Galerie Corot;  Ausstellungen in der Provinz und im Ausland, z. B. in Zürich, Genf  , Brüssel, New York, Boston, Berlin, Düsseldorf.
Ihre Werke werden in der französischen Presse aufmerksam und wohlwollend kommentiert, so z. B. von Gustave Kahn im „Mercure de France“  und in „Le Quotidien“, von Henry Coutant in der Zeitung „Ouest“,  von André Warnod in „Comoedia“,  von André Salmon in der „Revue de France“,  von Florent Fels in „L’Art vivant“  und in den „Nouvelles Littéraires“ und von Charles Fegdal in der „Revue des Beaux-arts“.
Zu den Wegbegleitern von Rij-Rousseau gehören neben vielen anderen auch der Schriftsteller Blaise Cendrars (1887–1961), der Schweizer Maler Rodolphe-Theophile Bosshard (1889–1960), und die beiden Maler Albert Gleizes (1881–1953) und Jean Metzinger (1883–1956).  Noch in den fünfziger Jahren kann sich ein junger aufstrebender Künstler, Alain Carrier (1924–2020), für sie begeistern und weiß heute viel über ihre Begegnungen zu erzählen.
In Deutschland erscheint 1930 ein Buch von Elga Kern, in dem sie zu den dreißig führenden Frauen Europas gezählt wird.  Der französische Staat erwirbt fünf von ihren Werken und verleiht ihr 1939 in Anerkennung ihrer Verdienste den Orden eines „Officier d’Académie“. Auch ausländische Museen, z. B. in Prag, erwerben einzelne Werke der Künstlerin.
Mehr und mehr behandelt sie in ihren Kompositionen moderne Themen, wie den Sport: „Les joueurs de football“ (Die Fußballspieler), „Les rameurs“ (Die Ruderer), ein großformatiges Gemälde von 2,50 × 1,90 m, „Les Canotiers“ (Die Kanuten) weisen starke Farben und großflächige Lichteffekte auf. Auch hier spielt die Malerin wieder mit dem Mittel der Triangulation: „Le joueur de tennis“ (Der Tennisspieler), „Le Coureur“ (Der Läufer),  „Les Lutteurs“ (Die Boxer), „La bicyclette“ (Das Rennrad). Neben dem Sport interessiert sie sich auch für die Technik: „L’Hydravion“  (Das Wasserflugzeug),  „L’Aéroplan“ (Das Flugzeug), „Composition mécanique“(Die Mechanik).
Zahlreiche Werke verdanken ihre Inspiration den Pferderennen in Longchamp und Auteuil; denn Rij-Rousseau begleitet immer ihren Gatten Maître Loiseau, der leidenschaftlich gern auf Pferderennen wettet. Und immer wieder malt sie Blumen (Fleurs) und Stillleben (Nature morte).
Erwähnen sollte man auch ihre Landschaften von Monte Carlo, Annecy, vom Genfer See und von der Creuse.

### Die vierziger Jahre
Ebenso schnell wie ihr gesellschaftlicher Aufstieg, erfolgt auch ihr gesellschaftlicher Abstieg. Vor den heranrückenden Deutschen flüchtet das Ehepaar Loiseau 1940 nach Châtellerault und wird dort von Edmond-Henri Zeiger-Viallet untergebracht. 1941 nach Paris zurückgekehrt, stirbt Maître Loiseau dort am 9. Dezember 1941 an Entkräftung. Nun schmälern sich ihre finanziellen Möglichkeiten, und aus der ehemals reichen und extravaganten Dame der Pariser Gesellschaft wird in den Folgejahren eine alleinstehende Frau, die sich finanzielle Sorgen machen muss und in ihren Tagebüchern die Ausgaben notiert, sogar solche für Kleinigkeiten, wie Brot, Briefmarken oder Ähnliches.
Zunächst ist sie zu stolz, um sich helfen zu lassen. Unterstützung durch Freunde oder durch die Akademie der Künste lehnt sie kategorisch ab. Doch schon 1951, mit 81 Jahren, muss sie bei der Stadt Paris Sozialhilfe beantragen; und auch ihr Ruhm von einst ist in der Nachkriegszeit vergessen. 1955 schließlich wird sie von ihrer Nichte in Savigny-sur-Braye (Loir-et-Cher) aufgenommen und bis zu ihrem Tode am 22. Oktober 1956 gepflegt. Kontakte zu ihren anderen Geschwistern hat sie am Ende noch gesucht, aber nicht mehr gefunden. Nur zu ihrer älteren Schwester Françoise in Savigny-sur-Braye und deren Töchtern und Kindern unterhielt sie zeitlebens einen guten Kontakt.

### Der Nachlass
Rij-Rousseau stirbt 1956 völlig verarmt und vergessen im Haus ihrer Nichte in Savigny-sur-Braye und wird dort begraben. Sie bekommt ein Armengrab mit einer kleinen Tafel: „Jeanne Coffier  Epouse Loiseau  1870–1956“. 
Bereits kurz nach ihrem Tod taucht bei den Hinterbliebenen in Savigny-sur-Braye ein Pariser Kunsthändler auf, der Rij-Rousseau schon aufgesucht hatte, als sie noch in Paris lebte. Er kauft der ahnungslosen Familie für relativ wenig Geld mehr als hundert Werke ab, darunter auch Gemälde befreundeter Künstler, z. B. Légers. Er organisiert daraufhin zwei Ausstellungen, eine 1958 in seiner Pariser Galerie  und eine 1959 im Chateau von Blois,  und verkauft über 60 der in Blois ausgestellten Werke bereits Anfang der 60er Jahre an eine New Yorker Galerie.
In Vorbereitung auf seine Ausstellungen publiziert er eine kleine Broschüre, in der er Rij-Rousseau als Vorläuferin des Kubismus und als sogenannte Theoretikerin des Vibrismus beschreibt.
Erst allmählich beginnt die Kunstwelt sich erneut für Rij-Rousseau zu interessieren. Verschollen geglaubte Bilder tauchen wieder auf und werden auf Auktionen angeboten. Vor allem in den USA scheint das Interesse an Rij-Rousseau ungebrochen. Seit 1992 hat es in New York mehrere wichtige Ausstellungen gegeben.  Nach wie vor tauchen ihre Werke in den großen Auktionshäusern auf.  Allein in den USA gibt es inzwischen 22 Museen, die Werke von Rij-Rousseau besitzen. In Frankreich sind es nur drei.
Nach und nach kommen auch Dokumente wieder an das Tageslicht, die die Position von Rij-Rousseau in der Geschichte der Kunst belegen. 1967 resümierte Zeiger-Viallet, dass es noch eine gewisse Zeit dauern würde, bis sie von den Kunsthistorikern ausgewertet sein würde.

## Museen
- Musée national d’art moderne, Centre Pompidou, Paris, France
- Musée des Beaux-arts. Château de Blois, France
- Musée Géo-Charles, Echirolles, Grenoble, France
- The Metropolitan Museum of Art, New York
- Brooklyn Museum, New York, USA
- The Morgan Library and Museum, New York, USA
- National Gallery of Art, NGA, Washington, D.C. USA
- National Museum of Women in the Arts, NMWA, Washington, D.C. USA
- Yale University Art Gallery, New Haven, Connecticut, USA
- Harvard University Art Museums, Fogg Museum, Cambridge, Massachusetts, USA
- Princeton University Art Museum, Princeton, New Yersey, USA
- Museum of Art, Rhode Island School of Design, RISD, Providence, Rhode Island, USA
- Frances Lehman Loeb Art Center, FLLA, Vassar College, Poughkeepsie, N.Y., USA
- Museum of Fine Arts, Boston, USA
- Philadelphia Museum of Art, Philadelphia, Pennsylvania, USA
- Art Institute of Chicago, ARTIC, Chicago, Illinois, USA
- Chazen Museum of Art, University of Wisconsin, Madison, Wisconsin, USA
- Allen Memorial Art Museum, AMAM, Oberlin College, Ohio, USA
- Wichita Art Museum, Wichita, Kansas, USA
- Spencer Museum of Art, The University of Kansas, Lawrence, Kansas, USA
- Williams College Museum of Art, WCMA, Williamstown, Massachusetts, USA
- Hood Museum of Art, Dartmouth College Hanover, New Hampshire, USA
- Five College Consortium, Amherst, Massachusetts, USA